# Joaquim Távora
Joaquim Távora is een gemeente in de Braziliaanse deelstaat Paraná. De gemeente telt 10.755 inwoners (schatting 2009).

## Aangrenzende gemeenten
De gemeente grenst aan Carlópolis, Guapirama, Jacarezinho, Quatiguá, Ribeirão Claro, Santo Antônio da Platina en Siqueira Campos.